# Елена Янева
Елена Янева Стоименова е българска просветна деятелка от късното българско възраждане в Македония.

## Биография
Елена Янева е родена през 1885 година в Петрич. Сестра ѝ Митра Янева също е учителка. В 1903 година Елена Янева завършва с тринадесетия випуск Солунската девическа гимназия. Става българска учителка в Мелник в 1903 - 1905 година. В 1905 година Петричката българска община я кани да дойде да преподава в града. Янева се съгласява и отваря първото българско училище в петричката гъркоманска махала Мартин на 6 септември 1905 година. Постепенно успява да привлече децата от гръцкото училище. В 1909 година заедно с Божия Ризова с цел организирането на учителите, основават женско учителско дружество. Преподава и в различни други градове на Македония. След като Петричко попада в България в 1912 година, продължава да учителства в Петрич и Петричко.